# Przemysł celulozowo-papierniczy

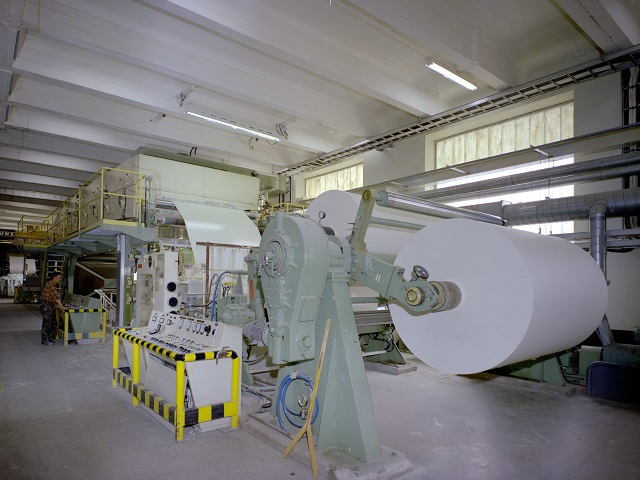
Przemysł celulozowo-papierniczy

Przemysł celulozowo-papierniczy – gałąź przemysłu związana z produkcją masy włóknistej, papieru i tektury. Z uwagi na źródło pochodzenia surowca zaliczany do przemysłu drzewnego, a w praktyce gospodarczej do przemysłu drzewno-papierniczego.